# Video Art Holland
Video Art Holland b.v. (VAH) ist eine niederländische Produktionsfirma, die pornografische Bilder und Filme produziert.

## Geschichte, Struktur und Geschäftsphilosophie
Im Jahr 1967 begann die Geschichte von Video Art Holland, die damals noch den Namen des Gründers und Herausgebers Jan Wenderhold trug. Sie begann mit der Herausgabe eines subkulturell gefärbten pornographischen Kontaktmagazins mit dem Namen Chick. Später kamen spezialisierte Magazine wie Chick Extreme hinzu.
1975 erschien die erste Ausgabe des Seventeen-Magazins in den Niederlanden, 1978 eine erste deutsche Lizenzausgabe. 1979 erfolgte die Umbenennung der Firma in den jetzigen Namen. Dies war eine Reaktion darauf, dass immer mehr Pornofirmen sich von Super 8 abwandten und mit der Produktion von Videos begannen. Damals noch in den alten Formaten VCR, LVR (Longitudinal Video Recording) oder SVR. Das Betamax-System stand vor dem Start. Da aber noch nicht abzusehen war, welches Format sich durchsetzen würde, blieb man zunächst bei den erfolgreichen Magazinen.
Das Magazin Seventeen bekam mehrere Ableger, so zum Beispiel Teenagers oder Schoolgirls. Seit 1994 gibt es im Internet den Club Seventeen. Zunächst war Seventeen kein durchgängiges Hardcore-Magazin, sondern hatte auch Softcore, Sexberatungsseiten, Leserbriefseiten, Kontaktanzeigen und auch kritische Artikel über die Pornoindustrie. Obwohl in den Niederlanden bis 1985 Kinderpornografie noch legal war, lehnte man pornografische Fotoshootings mit Modellen unter 16 strikt ab. Das 1985 verschärfte niederländische Recht (§ 240) erlaubte pornographische Fotos mit Modellen ab 16. Ein Vertrieb in praktisch alle anderen Länder Europas war legal, da diese Länder alle niedrigere Schutzaltersgrenzen (beispielsweise 14 in Deutschland oder Österreich) hatten. In den USA und Kanada waren diese Magazine illegal, andererseits waren sie für diesen Markt auch nicht bestimmt. Kunden, die die Magazine entgegen der Warnung von „Video Art Holland“ importierten, drohte bei Entdeckung durch die Zollbehörden eine Anklage wegen Kinderpornografie.
Im Laufe der Zeit wurden die Bilder in den Heften expliziter, und es wurden auch Nachdruckreihen wie Teeners from Holland oder Seventeen Special begründet, die mehrsprachig waren, keine Artikel oder Leserbriefe mehr hatten, reine Hardcoremagazine. Die niederländische Ausgabe lief aber wie bisher weiter. Seit Mitte der 1980er Jahre gibt es Seventeen auch auf Video. Der späte Einstieg ins Videogenre begründet sich aus der Furcht, auf das falsche Videosystem zu setzen. So gingen zahlreiche Pornofirmen in den Niederlanden bankrott, weil sie noch Ende der 1970er Jahre auf das Super8-Format oder in den 1980er Jahren etwa auf das sich später nicht durchgesetzte Videoformat VCR setzten. Bei Video Art Holland sind rund 500 VHS-Videos erschienen, seit 1998 erscheinen auch DVDs.
Die gedruckten Publikationen werden in den Niederlanden durch die Verlage Scala B. V. Amsterdam und Profil B.V. Amsterdam herausgegeben. In Deutschland werden die Publikationen von Z. B.F. Wiesbaden veröffentlicht. Die Videos erscheinen in den Niederlanden auch bei Scala, in Deutschland als Lizenzprodukt bei Videorama in Essen. Mittlerweile hat Seventeen den Direktvertrieb für die DVDs übernommen. Lediglich für Nordamerika (der Titel Seventeen ist dort für eine Pornoserie, wegen Anspielung auf Minderjährigkeit, verboten) wurde eine Lizenz erteilt.
Seit 1979 ist Arthur Martin verantwortlicher Mann hinter Video Art Holland. Seventeen ist eines der größten pornografischen Labels in Europa. Anders als bei anderen Reihen in anderen Ländern, sind die weiblichen Seventeen-Modelle zumeist jünger als 20 Jahre. Wegen der bereits Ende der 1990er Jahre angedrohten Umsetzung des Sec.18 § 2257, der unter 18-jährigen Modellen pornographische Aufnahmen verbietet, hat Video Art Holland Ende 1999 auf die Arbeit mit 16- und 17-jährigen Modellen verzichtet. Am 1. Oktober 2002 trat die Verschärfung des § 240 in Kraft, seitdem sind auch in den Niederlanden nur noch pornografische Aufnahmen mit Personen über 18 Jahren zulässig. Die Seventeen-Magazine unterscheiden sich auch deshalb von der Konkurrenz, weil die Modelle seltener professionelle Pornodarsteller, sondern Amateure waren. Die Aufnahmen selbst bilden meist nur den sexuellen Akt an sich ab, so dass es so gut wie keine Rahmenhandlungen gibt.
Die Produktionen achten auf eine frauenfreundliche Sprache, wodurch die Magazine auch bei einer Zielgruppe beliebt waren, die sich von normaler Pornographie abgestoßen fühlt. Ausländische Konkurrenz fehlt weitgehend. Ausländische Produzenten einschlägigen Materials produzieren im Gegenteil für Seventeen. Ein besonders erfolgreiches Unterlabel ist die Reihe Excuse Me…, in der vom Regisseur und Produzenten Horny Harry eine eigene pornografische Welt kreiert wird. Sie ist weitestgehend in deutscher Sprache, zum Teil mit deutschen Protagonisten und vor allem für den deutschen Markt geschaffen.

## Bekannte Models und Darsteller
Zwar sind die meisten Darsteller Amateure, doch manchmal gibt es auch Gastauftritte bekannter Models. So gibt es Fotoserien oder Filmaufnahmen von:
| - Kristina Bellanova - Nicole Hauser - Rebekah Jordan - Christina Love (Christina Berg) - Kristine Lovely | - Chloe Monroe - Jana Mrazkova - Sonja Ramada - Laura Ranger (Laura Michaels) | - Silvia Saint - Tiffany Walker - Tracy Williams - Michelle Wright - Little Caprice |

## Magazine

### Seventeen
| - Dirty Teens - Schoolgirl - Seventeen | - Seventeen Special - Teen Test - Teen World | - Teenage Collection - Teenagers - Teeners from Holland |

### Andere
- Chick
- Chick Extreme

## Filmreihen

### Seventeen
| - Channel 17 - Classmates - Horny Teens - Keyhole Teens - Kinky Teens - Lusty Teens - Non Stop Teens - Nymphs of Nature - Once upon a Time... - Pretty Teens - Private Teens | - Retro Teens - Russian Teens - Schoolgirls - Schoolgirls Holiday - Seventeen Collection - Seventeen Special - Shaving Teens - Shocking Teens - Snow Teens - Sporty Teens - Studio Seventeen | - Summercamp - Sweethearts from Seventeen - Teeners from Holland - Teen Test - Teen World - Teenage Home Video - Teenage Perversions - Teenage Sex Shots - Teenerama - Teeny Goals - Teeny Stories | - Vulgar Teens - Wet Teens - Wild Young Pussies - Youngstars Teens |

### Excuse Me...
| - Abuse Me... - Excuse Me... - Excuse Me... special - Der Schleicher | - Seduce Me... - Teen Town - Teeny Detective | - Teeny Hunt - Wallys Tagebuch - Die Welt von Excuse Me... |

### Andere
- Chick Extreme
- Kristina Bellanova